# Linus Torell
Carl Linus Torell, född 28 december 1965 i Täby, är en svensk TV- och filmregissör samt producent.
Torell gick på Journalisthögskolan i Stockholm mellan åren 1986–1989.

## Verk (i urval)

### Regi
- 1998 – Kajsas Ko
- 2003 – Misa Mi
- 2006 – Vinnarskallar, dramaserie i 15 avsnitt på SVT
- 2006 – The Planet – dokumentärfilm om tillståndet på jorden
- 2006 – Planeten – dokumentärserie om tillståndet på jorden

### Producent
- 1999 – REA
- 2001 – Allra Mest Tecknat
- 2004 – Supersnälla Silversara och Stålhenrik
- 2006 – Räkna med skägg
- 2006–2010 – Philofix
- 2009 – Manus X
- 2010 – En Gudalik Show
- 2010 – Mäta med Skägg
- 2010 – De vilda helgonen – julkalender för radion
- 2018 – Sune vs Sune
- 2019 – Sune – Best Man
- 2021 – Sune – Uppdrag midsommar
- 2021 – En hederlig jul med Knyckertz
- 2023 – Familjen Knyckertz och snutjakten

### Idé och upphovsman
- 1998 – Feber (tillsammans med Johanna Frelin)
- 1999 – REA (tillsammans med Johanna Frelin)
- 2001 – Allram Eest – Allra Mest Tecknat (tillsammans med Petter Lennstrand)
- 2006 – Räkna med skägg (tillsammans med Oliver Pasche och Jonas Leksell)
- 2006 – Philofix (tillsammans med Marie Lundberg)
- 2009 – Manus X (tillsammans med Marie Lundberg)